# Bálvány
Bálvány är ett berg i Ungern.   Det ligger i provinsen Heves, i den norra delen av landet, 130 km nordost om huvudstaden Budapest. Toppen på Bálvány är 943 meter över havet, eller 52 meter över den omgivande terrängen. Bredden vid basen är 1,2 km.
Terrängen runt Bálvány är huvudsakligen kuperad. Runt Bálvány är det ganska tätbefolkat, med 199 invånare per kvadratkilometer. Närmaste större samhälle är Ózd, 19,2 km nordväst om Bálvány. I omgivningarna runt Bálvány växer i huvudsak lövfällande lövskog.